# Caesalpinia
- Commons
- Wikispecies

Caesalpinia L. é um género de plantas fabáceas, pertencente à sub-família Caesalpinioideae. As espécies deste género são plantas lenhosas que ocorrem em zonas tropicais e subtropicais. O nome do género é uma homenagem ao botânico do século XVI Andrea Cesalpino. Muitas espécies, entre elas o pau-brasil, foram transferidas para os géneros Biancaea, Cenostigma, Coulteria, Erythrostemon, Guilandina, Hoffmannseggia, Libidibia, Mezoneuron, Paubrasilia, Pomaria, Tara, em 2016.

## Seleção de espécies
| - Caesalpinia cassioides - Caesalpinia pulcherrima (flamboyanzinho) - Caesalpinia reticulata |

## Classificação do gênero
| Sistema | Classificação                     | Referência               |
| ------- | --------------------------------- | ------------------------ |
| Linné   | Classe Decandria, ordem Monogynia | Species plantarum (1753) |